# 湘南ゼミナール
湘南ゼミナール（しょうなんゼミナール）は、学習塾運営を主とする事業を行う東京都渋谷区に本部を置く企業。また、同社が中核事業として運営する学習塾の教室名。

## 概要
神奈川県を中心に自社ブランドである「湘南ゼミナール（通称「湘ゼミ」、集団授業）」「難関高受験コース」「個別指導コース」他及び、他社ブランドのフランチャイズとして「河合塾マナビス（映像授業）」「森塾（個別指導）」等、様々な形態の複数のブランドの学習塾を全国で274教室（2023年3月現在）展開している。自社ブランドである「湘南ゼミナール」は「QE授業」と呼ばれる、講師が発問して生徒が答えることを繰り返す独特な授業スタイルで知られる。
以下、本稿では企業としての「湘南ゼミナール」について記述する。

## 企業理念・ビジョン
- 理念
  - 「ひとに学び　ひとを育み　ひとにかえそう」

- ビジョン
  - 「人の意欲をとことん高め　日本一の学習塾と成る」

## 開設コース

### 中学受験
- 公立中高一貫コース 小学3～6年生を対象とした神奈川県の公立中高一貫校受検対策コース。全国でも最難関レベルの南附中、サイフロ附属中、相模原中等、平塚中等、川崎附中の受検に向けた適性検査対策を中心に提供している。

### 高校受験
- 小中部 小学校高学年の生徒から高校受験を目指す中学生までを対象に、生徒が主体的に参加できる独自の集団指導を展開。最大の特徴は、ライブ感あふれる展開で、主体性と考える力を養う「QE授業」（Quick Exercise授業）。子どもたちの主体性と考える力を引き出すため、先生が1問1問を発問し、生徒の回答状況に応じて次の展開を決定していくオリジナリティあふれる教育スタイルを提供している。
- 難関高受験コース 対象は開成・早慶・学芸・筑駒など、難関国私立の合格を目指す小学校6年生と中学生。思考力と応用力、そして自己管理能力の育成を目指すコース。最大のポイントはQE授業中心ながら、高難易度の問題を扱うハイレベルカリキュラムにある。
- 横浜翠嵐Vコース 全国でもトップクラスの難易度である「横浜翠嵐高校」の合格を目指すことに特化したカリキュラムが特徴。５科目はもちろん、対策の難しい特色検査対策にも力を入れている。

### 大学受験
- 高等部 現役高校生が対象の集団指導学習塾。“大学受験”に対応したQE授業をとりいれつつも、受験テクニック＋αの思考力が磨けるオリジナル・カリキュラムを提供。AO入試対策にも対応している。
- 河合塾マナビス 河合塾マナビスの最大級のフランチャイズ加盟店として提供している。合言葉は「ひとつ上の現役合格！」現役高校生を対象とした映像授業を提供している。最大の特徴は単に見て終わりではなく、「人」によるサポートを徹底していること。豊富な映像コンテンツと、その使い方をマスターしているアドバイザーによるサポートの相乗効果で「ひとつ上の現役合格！」を目指している。

### 個別指導
- 個別指導コース[小学生～高校生] 対象となるのは、小学4年から高校3年生まで。幅広い生徒一人ひとりにカウンセリングを徹底し、現状と目標に応じたオーダーメイドの学習プログラムを提供している。湘南ゼミナール独自の「QE授業」をベースに、個別指導に必要なノウハウとコーチングを加えた唯一無二の「SNQE」という授業スタイルを提供している。
- 森塾[小学生～高校生]勉強を始めたばかりの小学校低学年から苦手を克服したい高校生まで、生徒に寄り添い、勉強が楽しくなるように一人ひとりを丁寧に対応するスタイルの学習塾。講師は全員私服に緑衣とよばれる上着で授業を行い、生徒も講師も全員ニックネームで呼ぶことになっているのが特徴。

## School manager
各教室に置かれているタブレットにある自分の名前を押すと入塾時間や退塾時間が保護者に知らされる。また、保護者のアプリから欠席や早退、遅刻などの連絡ができる。

## 沿革
- 1976年04月 前身の湘南塾を横浜市栄区犬山町に設立。
- 1979年04月 進学塾として湘南ゼミナールを栄区上郷町に設立。湘南塾と並行して運営する。
- 1988年04月 株式会社湘南ゼミナール（初代）設立。
- 1988年11月 藤沢市へ展開。
- 1992年02月 港北ニュータウンに展開。
- 2000年03月 横浜市内公立トップ校合格者総数が各塾中ナンバー1となる。
- 2001年06月 横須賀市へ展開。
- 2001年11月 大和市へ展開。
- 2001年11月 中学受験部門が誕生。
- 2002年02月 個別指導部門が誕生。
- 2003年02月 相模原市へ展開。
- 2003年02月 茅ヶ崎市へ展開。
- 2003年03月 他塾に先がけ、授業回数に比例した安心の料金設定を開始。
- 2004年02月 東京都へ展開。
- 2004年03月 5年連続で、横浜市内公立トップ校合格者総数が各塾中ナンバー1となる。
- 2004年06月 綾瀬市へ展開。
- 2005年02月 川崎市へ展開。
- 2006年03月 算数オリンピック数理教室「アルゴクラブ」を開講。
- 2006年07月 安心のカードシステム「パスカ」を全体導入。
- 2007年02月 大学受験コース誕生。個別映像授業「河合塾マナビス」も併設。
- 2007年02月 株式会社スプリックスと提携。「森塾」のフランチャイズを神奈川で展開開始。
- 2008年04月 難関国私立高校受験コースが本格始動。
- 2008年08月 中学3年生の夏季合宿「夏ゼミ」を実施（8/11〜14）。
- 2009年03月 10年連続で、横浜市内公立トップ校合格者総数が各塾中ナンバー1となる。
- 2012年05月 埼玉県へ展開。
- 2012年06月 南附中講座 開講。
- 2012年10月 障がい者の方の雇用促進を目的とした特例子会社株式会社湘南ゼミナールオーシャンを設立。
- 2014年02月 神奈川県内公立最難関  横浜翠嵐高校合格者総数が5年連続で各塾中No.1となる。
- 2014年02月 横浜市内公立旧学区トップ校合格者総数が15年連続で各塾中No.1となる。
- 2014年02月 オリジナル英語指導法「PHOEBE」を全体導入。
- 2014年02月 サイフロ附属中選抜 開講。
- 2014年03月 湘ゼミ生が行く アメリカ名門大学(UCLAを含めた3校)研修を実施。
- 2014年03月 オリジナル国語指導法「ずかいde国語」を全体導入。
- 2014年04月 千葉県へ展開。
- 2014年06月 愛知県へ展開。
- 2017年02月 岐阜県へ展開。
- 2017年07月 当社経営陣と雄渾キャピタル・パートナーズが共同で出資・設立した株式譲受目的会社である株式会社szmホールディグスによるMEBOを実施[3]。
- 2017年09月 本店所在地を神奈川県横浜市中区万代町1丁目2番12号から同市西区高島2丁目6番32号に移転[4]。
- 2017年11月 株式会社szmホールディングスが株式会社湘南ゼミナール（初代）を吸収合併し、株式会社湘南ゼミナール（2代）に商号変更、本店所在地を神奈川県横浜市西区高島2丁目6番32号（被合併会社の本店所在地[4]）に移転[5]。
- 2018年04月 三重県へ展開。
- 2019年02月 静岡県へ展開。
- 2020年03月 広島県へ展開。
- 2020年11月 株式会社スプリックス（森塾のフランチャイザー）が、12月に当社の全株式を取得し完全子会社化することを発表[6]。
- 2020年12月 株式会社スプリックスによる全株式取得完了[7]。
- 2022年02月 横浜翠嵐Vコース開校。
- 2022年02月 岡山県へ展開。
- 2023年04月 横浜翠嵐Vコース15校に拡大。
- 2024年06月 本社（本店所在地）を東京都渋谷区桜丘町1番1号（渋谷サクラステージSHIBUYAタワー 22F）に移転[5]。